# رسلمانیا ۲۰
رِسِلمانیا ۲۰ یا رسلمانیا XX (به انگلیسی: WrestleMania XX) بیستمین دوره از رویداد غیر رایگان (Pay-Per-View) رسلمانیا در کشتی حرفه ای می‌باشد که توسط کمپانی دبلیودبلیوئی برای برَندهای راو و اسمک‌دَون تهیه می‌شود و این دوره اش هم در ۱۴ مارس ۲۰۰۴ در ورزشگاه مدیسون اسکوئر گاردن در شهر نیویورک برگزار شد.
رسلمینیا XX، بیستمین سالگرد برگزاری رسلمانیا بود که در نیویورک سیتی برگزار شد. از جمله رویدادهای این رسلمانیا می‌توان به این موارد اشاره کرد:
جان سینا اولین کمربند قهرمانی اش در WWE را به دست‌آورد (کمربند ایالات متحده). راک و براک لزنر پس از این رسلمانیا دیگر در WWE حضور نیافتند تا این که راک در رسلمانیا ۲۷ و براک لزنر در شوی راو یک شب بعد از رسلمانیا ۲۸ به WWE بازگشتند. آندرتیکر از شخصیت یک موتور سوار به شخصیت قدیمی خود، مرد مرده یا ددمن بازگشت و دوباره پل بیرر همراه با او وارد رینگ شد و در این شب توانست در مسابقه برادر در مقابل برادر، کین را شکست دهد. کریس بنوا در مهم‌ترین مسابقه این رویداد توانست با غلبه بر تریپل اچ و شان مایکلز، قهرمان جدید کمربند سنگین وزن نامیده شود.

## زمینه‌سازی
رسلمانیا به عنوان بهترین رویداد سالانه دبلیودبلیوئی و نماد این کمپانی معرفی می‌شود؛ چرا که قدیمی‌ترین و دارای بیشترین تعداد برگزاری در تاریخ کشتی حرفه‌ای و در دبلیودبلیوئی از نظر اهمیت برابر سوپر بول در ورزش لیگ فوتبال ملی در کشور آمریکا است. این رویداد شامل مسابقاتی بین دشمنی‌های موجود، ماجراهای پیش آمده و داستان‌هایی خواهد بود که پیش از این در برنامه‌های راو یا اسمک داون پخش شده بود. کشتی‌گیرها با توجه به مسابقات یا سری اتفاقاتی که برایشان رخ می‌دهد، تنش را به حد اکثر می‌رساند و نقش منفی یا قهرمان به خود می‌گیرند.

## نتایج
| شماره | مسابقه | نوع مسابقه                                                       | زمان  |
| ----- | --- | ---------------------------------------------------------------- | ----- |
| ۱     | جان سینا پیروز در مقابل بیگ شو (c) | مسابقه تک نفره برای قهرمانی کمربند ایالات متحده دبلیودبلیوئی     | ۰۹:۱۲ |
| ۲     | بوکرتی و راب ون دم (c) پیروز در مقابل (گریسون کید و مارک جیندارک)، تیم دادلی بویز و تیم لا رسیستنس                                                  | مسابقه تگ تیم چهار طرفه برای قهرمانی کمربندهای تگ تیم جهان       | ۰۷:۵۲ |
| ۳     | کریستین پیروز در مقابل کریس جریکو | مسابقه تک نفره                                                   | ۱۴:۴۵ |
| ۴     | گروه اوولوشن (باتیستا، ریک فلر و رندی اورتون) پیروز در مقابل تیم راک اِن ساک کانکشن (راک و میک فولی)                                                 | مسابقه تگ تیم هندیکپ ۳ نفر در برابر ۲ نفر                        | ۱۷:۰۰ |
| ۵     | توری ویلسون و سیبل پیروز در مقابل استیسی کیبلر و میس جکی                                                                                            | مسابقه تگ تیم                                                    | ۰۲:۴۱ |
| ۶     | چاوو گررو (c) (همراه با چاوو گررو سینیور) پیروز در مقابل آلتیمو دراگون، ری میستریو، بیلی کیدمن، نونزیو، فاناکی، جیمی نوبل، شانون مور، تاجیری و آکیو | مسابقه ده نفره برای قهرمانی کمربند کروسرویت                      | ۱۰:۳۱ |
| ۷     | گُلدبرگ پیروز در مقابل براک لزنر | مسابقه تک نفره همراه با استیو آستین به عنوان داور ویژه           | ۱۳:۴۲ |
| ۸     | گروه "تو کول" پیروز در مقابل گروه‌های "بهترین تگ تیم جهان" و "برادرهای باشام" و "ای پی ای"                                                           | مسابقه تگ تیم چهار طرفه سر کمربندهای تگ تیم دبلیو دبلیوئی        | ۰۶:۰۲ |
| ۹     | ویکتوریا (قهرمان) (برنده) در مقابل مالی هالی | مسابقه تک به تک سر کمربند زنان و شرط بندی سر موی سر              | ۰۵:۰۴ |
| ۱۰    | ادی گررو (c) پیروز در مقابل کرت انگل | مسابقه تک نفره برای قهرمانی کمربند دبلیو دبلیوئی                 | ۲۱:۳۳ |
| ۱۱    | آندرتیکر (همراه با پل بیرر) پیروز در مقابل کین | مسابقه تک نفره                                                   | ۰۷:۴۷ |
| ۱۲    | کریس بنوا پیروز در مقابل تریپل اچ (c) و شان مایکلز                                                                                                  | مسابقه تریپل ترت برای قهرمانی کمربند سنگین وزن جهان دبلیودبلیوئی | ۲۴:۴۷ |

## موضوعات مرتبط
نوار شکست‌ناپذیری آندرتیکر در رسلمانیا